# Mystic (Iowa)
Mystic – miasto w Stanach Zjednoczonych, w stanie Iowa, w hrabstwie Appanoose. W 2000 roku liczyło 588 mieszkańców.